# Skotawsko
Skotawsko (deutsch Schottofske, 1938–1945 Schottow, kasch. Skòtawskò) ist eine kleine kaschubische Siedlung in der polnischen Woiwodschaft Pommern. Sie gehört zur Gemeinde Czarna Dąbrówka (Schwarz Damerkow) im Powiat Bytowski (Kreis Bütow).

## Geographische Lage
Skotawsko liegt im östlichen Bereich des Landschaftsschutzparks Stolpetal (polnisch: Park Krajobrazowy Dolina Słupi), eingebettet zwischen dem Jezioro Skotawsko Wielkie [auch: Jezioro Skotawsko Duże] (Großer Schottofske-See) und dem Jezioro Skotawsko Małe (Kleiner Schottofske-See) und an dem Flüsschen Skotawa (Schottow, auch Schottof), das nach etwa 30 Kilometern in die Stolpe (Słupia) mündet.
Das kleine Dorf ist von der Woiwodschaftsstraße 212 (hier Teilstück der ehemaligen Reichsstraße 158) zu erreichen: entweder über einen Landweg von Nożyno (Groß Nossin) aus, oder über einen Fahrweg über Kartkowo (Kartkow). Eine Bahnanbindung besteht nicht.

## Geschichte
Im Jahre 1910 zählte der Gutsbezirk Schottofske 107 Einwohner.
Im Jahre 1945 wurde aus dem deutschen Schottofske bzw. Schottow das polnische Skotawsko. Es ist ein Teil der Gmina Czarna Dąbrówka und liegt heute im Powiat Bytowski in der Woiwodschaft Pommern (1975 bis 1998 Woiwodschaft Stolp). Hier sind drei Einwohner registriert.